# 競業條款
競業條款（英語：Non-compete clause NCC），又稱同行競業條款或競業禁止條款，是雇主與雇员之間所訂的一種勞動契約，其內容通常規定：僱傭合約終止後的一段特定期間之內，受雇者不得在相同產業中從事競爭行為，以保障先前雇主之權益。

## 各地情況

### 中華民國
目前針對競業條款，有有效論與無效論的正反兩方不同的見解。因此，行政院勞工委員會在1990年作出解釋。
- 行政院勞工委員會八十九年八月二十一日台八十九勞資二字第○○三六二五五號函：

「勞資雙方於勞動契約中約定競業禁止條款現行法令並未禁止，惟依民法第二百四十七條之一的規定，契約條款內容之約定，其情形如顯失公平者，該部分無效；另法院就競業禁止條款是否有效之爭議所作出之判決，可歸納出下列衡量原則：
1. 企業或雇主須有依競業禁止特約之保護利益存在。
2. 勞工在原雇主之事業應有一定之職務或地位。
3. 對勞工就業之對象、期間、區域或職業活動範圍，應有合理之範疇。
4. 應有補償勞工因競業禁止損失之措施。
5. 離職勞工之競業行為，是否具有背信或違反誠信原則之事實。」

- 行政院勞工委員會，雖就競業條款是否合法有效歸納出五項原則，然法院為裁判時，是否採此行政見解，有其裁量自由，並不受其行政見解之拘束。」（台灣高等法院九十二年度再易字第一五五號判例）
- 立法院江惠貞、蔣乃辛及王育敏等多位立法委員連署提出勞動基準法第9條之1，針對「離職後競業禁止」相關規範進行增修，並於104年11月27日三讀通過，說明如下：

雇主與勞工約定「離職後競業禁止」，應符合下列要件：
1. 雇主有應受保護之正當營業利益：
2. 勞工須擔任之職務能接觸或使用雇主營業秘密；
3. 競業禁止之期間、區域、職業活動範圍及就業對象，不得逾合理範圍；
4. 雇主對勞工因不從事競業行為所受損失有合理補償(104年10月5日勞動部勞動關2字第1040127651號函訂定所謂合理補償應不低於離職前平均工資的50%)，且合理補償不包括勞工於工作期間所受領之給付。

雇主未符合上述規定中任何一項規定，其與勞工所約定之條款無效；另明訂合理有效競業禁止條款，最長競業禁止期間不得逾2年，凡超過2年者，縮短為2年。

### 中華人民共和國
《中华人民共和国劳动合同法》，第23、24、90條。其中第24條明訂限制期限，不得超过二年。

## 外部連結
- 年後轉職潮即將到來，如何安全離職？ －淺談員工離職後的競業禁止約定 （页面存档备份，存于）
- 競業禁止條款有效性之認定
- 競業條款太嚴苛　鴻海向跳槽員工求償敗訴 （页面存档备份，存于） - 2010-07-27
- What you should know about non-compete agreements （页面存档备份，存于）, PBS